# 封神榜 (1990年电视剧)
《封神榜》，改编自同名古典神话小说《封神演义》，由上海电视剧制作中心制作拍摄，亞視版本主題曲由周啟生作曲，田蕊妮、江華主唱。因为有香港的资金，该剧为中國大陸电视剧较早开始采用香港演员的一部，包括有汤镇宗、陈秀珠、譚詠麟。同時该剧也采用香港服装设计师團隊，並参考了罗马帝国服装的设计，劇中所有角色都穿著帶有古罗马时期古希臘時期特色服装，表现手法极其大胆、前卫，故而在拍攝時引發演員不滿，並從播出後就備受批評。

## 演员表

### 商朝
- 纣王—达奇[3]
- 苏妲己—傅艺伟[3]
- 申公豹—雷长喜[3]
- 比干—计镇华[3]
- 商容—乔奇
- 聞仲—施正泉
- 箕子—章非
- 微子—李慰曾
- 姜王后—卢玲
- 琵琶精—孙继红
- 胡喜媚—夏莎莎
- 杨妃—姚培华
- 贾氏—牛银红
- 黄妃—周贤丽
- 殷郊（大王子）—周国盛（少年：张震玮）
- 殷洪（二王子）—符冲（少年：张力）
- 窦凤珍—段仕萍
- 张桂芳—邓立国
- 吉立—朱伟忠
- 姜桓楚－张应湘
- 姜文焕—丁琪
- 崇侯虎—沈光炜
- 崇黑虎—姚明德
- 鄂崇禹—李新龙

### 西岐
- 姬发—张晓林[3]
- 商青君—徐娅
- 姜子牙—蓝天野[3]
- 姬昌—魏启明[3]
- 伯邑考—汤镇宗[3]
- 武吉－吴惠表
- 散宜生—李新龙
- 太姬—王若荔
- 伯安—刘昌伟
- 姬遂—翁国钧
- 黄飞虎—王正伟
- 黄天化—许勇
- 李靖—刘安古
- 土行孙—余华东
- 邓婵玉—金铭
- 邓九公—姚明荣
- 苏护－李长年
- 张奎—王祥普
- 高兰英—蔡金萍
- 晁田—伟民
- 晁雷—谭嘉宾
- 周纪—薛本孝
- 黄明—俞建国
- 黄滚—陈英明
- 黄天祥—过海

### 阐教
- 哪吒—何威[3]
- 杨戬—李建华[3]
- 雷震子－朱伟忠（少年：罗予奋）
- 金吒—王海弟
- 木吒—周铭
- 南極仙翁—袁之远
- 玉鼎真人—方洋
- 太乙真人—张鸿鑫
- 道德真君—孙吉祥
- 广成子—邓立国
- 惧留孙—杨兆叔
- 文殊广法天尊—春光
- 云中子—陆野

### 截教
- 火灵圣母—顾艳
- 赵公明—黄伟良
- 云霄—区霭玲
- 碧霄—许锦丽
- 琼霄—孙莉
- 多宝道人—秦臻

### 其他人物
- 女娲—陳秀珠
- 马氏—俞敏贞

## 音樂
- 片头曲：神的传说（有两个版本，由毛阿敏、谭咏麟分别演唱）
- 片尾曲：独占潇洒（屠洪刚演唱）

## 争议与批评
该剧服装全是花花绿绿，头饰都是塑料的，还带有亮片。由于本剧导演郭信玲特地参考了罗马帝国服装的设计，将古罗马时期服装的风格融入剧中，并且否决了上海服装设计师按照历史考据设计的服装方案，加上请来的香港服装设计师要求必须商业化，故而从播出后其服装造型备受争议与批评，饰演姜子牙的老演员蓝天野也表达了自己的不满。